# Ljetnikovac Vitturi u Kaštel Lukšiću
Ljetnikovac obitelji Vitturi u mjestu Kaštel Lukšiću, Lušiško Brce 5, Grad Kaštela, zaštićeno kulturno dobro.

## Opis dobra
Utvrđeni ljetnikovac obitelji Vitturi koju su na prijelazu s 15. na 16. st. izgradili trogirski plemići Jeronim i Nikola Vitturi ima specifični ladanjsko-fortifikacijski karakter. Sagrađen je na morskoj obali, a sastoji se od dvokatne reprezentativne rezidencije na jugu i dvorišta okruženog obrambenim krilima na sjeveru. Gradnja je završena izgradnjom krila i galerija 1564. godine. Sjeverno pročelje obrambenog je karaktera te je markirano ugaonim četvrtastim kulama i bretešom u visini drugog kata. Reprezentativni piano nobile nalazi se na drugom katu južne građevine, a sačuvani su i ostaci triju kamina. Oko ljetnikovca je prokopan jarak kako bi se građevina morem odvojila od kopna.

## Zaštita
Pod oznakom Z-4305 zaveden je kao nepokretno kulturno dobro - pojedinačno, pravna statusa zaštićena kulturnog dobra, klasificirano kao "javne građevine".